# César a la millor pel·lícula d'animació
El César a la millor pel·lícula d'animació és un premi de cinema francès que atorga l'Acadèmia de les Arts i les Tècniques Cinematogràfiques des del 2011. De 2011 al 2013, aquesta categoria va incloure tant els curtmetratges com els llargmetratges d'animació, entregant un únic premi.. Aquest César ja només s'atorga als llargmetratges d'animació des de la reactivació del César al millor curtmetratge d'animació el 2014.
Arran d'una modificació del reglament del Cèsar feta el 8 de novembre de 2016, ja no és possible que una pel·lícula combini el César a la millor pel·lícula d'animació amb el de millor pel·lícula.

## Palmarès
- Font: Pàgina oficial del premi

### Dècada del 2010
| Any                                                     | Títol original                          | Títol en català                                  | Director                                   | Pais |
| ------------------------------------------------------- | --------------------------------------- | ------------------------------------------------ | ------------------------------------------ | ---- |
| 2011                                                    |                                         |                                                  |                                            |      |
| L'Illusionniste                                         | -                                       | Sylvain Chomet                                   | França Regne Unit                          |      |
| Arthur et la Guerre des deux mondes                     | -                                       | Luc Besson                                       | França                                     |      |
| L'Homme à la Gordini                                    | -                                       | Jean-Christophe Lie                              | França                                     |      |
| Logorama                                                | -                                       | H5                                               | França                                     |      |
| Une vie de chat                                         | Un gat a París                          | Jean-Loup Felicioli i Alain Gagnol               | França                                     |      |
| 2012                                                    |                                         |                                                  |                                            |      |
| Le Chat du Rabbin                                       | El gat del rabí                         | Joann Sfar i Antoine Delesvaux                   | França                                     |      |
| Le cirque                                               | -                                       | Nicolas Brault                                   | Canadà                                     |      |
| La queue de la souris                                   | -                                       | Benjamin Renner                                  | França                                     |      |
| Le Tableau                                              | -                                       | Jean-François Laguionie                          | França                                     |      |
| Un Monstre à Paris                                      | -                                       | Bibo Bergeron                                    | França                                     |      |
| 2013                                                    |                                         |                                                  |                                            |      |
| Ernest et Célestine                                     | Ernest i Célestine                      | Stéphane Aubier, Vincent Patar i Benjamin Renner | Bèlgica França Luxemburg                   |      |
| Edmond était un âne                                     | -                                       | Franck Dion                                      | França Canadà                              |      |
| Kirikou et les hommes et les femmes                     | -                                       | Michel Ocelot                                    | França                                     |      |
| Oh Willy...                                             | -                                       | Emma De Swaef i Marc James Roels                 | Bèlgica                                    |      |
| Zarafa                                                  | Zarafa                                  | Rémi Bezançon i Jean-Christophe Lie              | França Bèlgica                             |      |
| 2014                                                    |                                         |                                                  |                                            |      |
| Loulou l'incroyable secret                              | -                                       | Éric Omond                                       | França Bèlgica                             |      |
| Aya de Yopougon                                         | -                                       | Marguerite Abouet i Clément Oubrerie             | Costa d'Ivori França                       |      |
| Ma maman est en Amérique, elle a rencontré Buffalo Bill | -                                       | Marc Boréal i Thibaut Chatel                     | França Luxemburg                           |      |
| 2015                                                    |                                         |                                                  |                                            |      |
| Minuscule - la vallée des fourmis perdues               | -                                       | Hélène Giraud i Thomas Szabo                     | França Estats Units                        |      |
| Le chant de la mer                                      | -                                       | Tomm Moore                                       | Bèlgica Dinamarca França Irlanda Luxemburg |      |
| Jack et la Mécanique du Cœur                            | Jack et la mécanique du coeur           | Stéphane Berla i Mathias Malzieu                 | França                                     |      |
| 2016                                                    |                                         |                                                  |                                            |      |
| Le Petit Prince                                         | El Petit Príncep                        | Mark Osborne                                     | França                                     |      |
| Adama                                                   | -                                       | Simon Rouby                                      | França                                     |      |
| Avril et le monde truqué                                | Avril et le monde truqué                | Franck Ekinci i Christian Desmares               | França Canadà Bèlgica                      |      |
| 2017                                                    |                                         |                                                  |                                            |      |
| Ma vie de courgette                                     | La vida d'en Carbassó                   | Claude Barras                                    | Suïssa França                              |      |
| La jeune fille sans mains                               | La nena sense mans                      | Sébastien Laudenbach                             | França                                     |      |
| La tortue rouge                                         | La tortuga vermella                     | Michaël Dudok de Wit                             | França Japó Bèlgica                        |      |
| 2018                                                    |                                         |                                                  |                                            |      |
| Le grand méchant renard et autres contes...             | La malvada guineu ferotge               | Benjamin Renner i Patrick Imbert                 | França Bèlgica                             |      |
| Sahara                                                  | -                                       | Pierre Coré                                      | França Canadà                              |      |
| Zombillénium                                            | -                                       | Arthur de Pins i Alexis Ducord                   | França Bèlgica                             |      |
| 2019                                                    |                                         |                                                  |                                            |      |
| Dilili à Paris                                          | Dilili a París                          | Michel Ocelot                                    | França Bèlgica Alemanya                    |      |
| Astérix: le secret de la potion magique                 | Astérix: Le secret de la potion magique | Alexandre Astier i Louis Clichy                  | França Bèlgica                             |      |
| Pachamama                                               | -                                       | Juan Antín                                       | França Canadà Luxemburg                    |      |

### Dècada del 2020
| Any                                                          | Títol original                      | Títol en català                       | Director                                  | Pais |
| ------------------------------------------------------------ | ----------------------------------- | ------------------------------------- | ----------------------------------------- | ---- |
| 2020                                                         |                                     |                                       |                                           |      |
| J'ai perdu mon corps                                         | J'ai perdu mon corps                | Jérémy Clapin                         | França                                    |      |
| La Fameuse invasion des ours en Sicile                       | -                                   | Lorenzo Mattotti                      | França Itàlia                             |      |
| Les Hirondelles de Kaboul                                    | -                                   | Zabou Breitman i Éléa Gobbé-Mévellec  | França Suïssa Luxemburg Mònaco            |      |
| 2021                                                         |                                     |                                       |                                           |      |
| Josep                                                        | Josep                               | Aurel                                 | França Bèlgica Espanya                    |      |
| Calamity, une enfance de Martha Jane Cannary                 | Calamity                            | Rémi Chayé                            | França Dinamarca                          |      |
| Petit vampire                                                | Petit vampire                       | Joann Sfar                            | França                                    |      |
| 2022                                                         |                                     |                                       |                                           |      |
| Le Sommet des Dieux                                          | -                                   | Patrick Imbert                        | França Luxemburg                          |      |
| Même les souris vont au paradis                              | -                                   | Jan Bubeniček i Denisa Grimmovà       | França Txèquia Polònia Bèlgica Eslovàquia |      |
| La Traversée                                                 | -                                   | Florence Miailhe                      | França Txèquia Alemanya                   |      |
| 2023                                                         |                                     |                                       |                                           |      |
| Ma famille Afghane                                           | -                                   | Michaela Pavlátová                    | França Txèquia Eslovàquia                 |      |
| Ernest et Célestine : le voyage en Charabie                  | El viatge d'Ernest i Célestine      | Julien Chheng i Jean-Christophe Roger | França                                    |      |
| Le Petit Nicolas: Qu'est-ce qu'on attend pour être heureux ? | El petit Nicolàs                    | Amandine Fredon i Benjamin Massoubre  | França Luxemburg                          |      |
| 2024                                                         |                                     |                                       |                                           |      |
| Linda veut du poulet !                                       | -                                   | Chiara Malta i Sébastien Laudenbach   | França Itàlia                             |      |
| Interdit aux chiens et aux italiens                          | Interdit aux chiens et aux Italiens | Alain Ughetto                         | França Itàlia Suïssa                      |      |
| Mars Express                                                 | -                                   | Jérémie Périn                         | França                                    |      |
| 2025                                                         |                                     |                                       |                                           |      |
| Flow, le chat qui n'avait plus peur de l'eau                 | -                                   | Gints Zibalodis                       | Letònia                                   |      |
| La Plus Précieuse des marchandises                           | -                                   | Michel Hazanavicius                   | França                                    |      |
| Sauvages!                                                    | -                                   | Claude Barras                         | Suïssa                                    |      |